# Missverstanden
Missverstanden (Originaltitel: Incompresa) ist ein italienisch-französisches Drama von Asia Argento. Der Film war 2014 in der Sektion „Un Certain regard“ bei den Internationalen Filmfestspielen in Cannes zu sehen. Die Deutschlandpremiere fand auf dem Filmfest Hamburg statt. Der deutsche Kinostart war der 22. Januar 2015.

## Handlung
Aria sieht sich selbst als das einsamste Mädchen Roms. Sie wächst als jüngste Tochter ihrer neurotischen Künstlereltern in chaotischen Verhältnissen auf. Ihre Mutter ist eine egozentrische Pianistin, die sich gelegentliche Affären leistet. Ihr Vater ist ein selbstverliebter Filmstar mit abergläubischen Tendenzen. In einem Ehekrieg haben die beiden Eltern ihre neunjährige Tochter aus den Augen verloren. Während ihre beiden Halbschwestern Lucrezia und Donatina mit viel Liebe überschüttet werden, wird Aria wie ein ungeliebtes Möbelstück hin- und hergerückt. Auch in der Schule ist Aria trotz ihres Selbstbewusstseins Opfer von Sticheleien und fehlender Anerkennung. Ihr Schwarm will von ihr nichts wissen und ihre beste Freundin ahnt nichts von den desaströsen Zuständen in ihrer Familie. Zurückgewiesen und abgeschoben streunt Aria durch die Stadt und schenkt ihre Liebe einer schwarzen Straßenkatze.

## Rezeption
Die deutsche Filmkritik nimmt den Film wohlwollend und positiv auf. Der film-dienst urteilte, der Film sei ein „erschöpfendes, konsequent fragmentiertes Gefühlskarussell als mal anarchisch sprunghafte, mal satirisch-affirmative Abrechnung mit einer narzisstischen Generation“. Dabei jongliere der Film mit „extravaganten Kamerawinkeln“ und fange „perfekt den chaotisch-unterkühlten Zeitgeist der 1980er-Jahre auch im Soundtrack ein“. Das Filmmagazin epd Film meinte, Asia Argento komme „es nicht auf anrührende Kindergeschichten an“. Sie erzähle „die Genregeschichte vom ‚armen reichen Kind‘ als Gesellschaftssatire noch einmal neu“.